# Automorphisme orthogonal
En mathématiques, et plus précisément en algèbre linéaire, un automorphisme orthogonal d'un espace préhilbertien E est un automorphisme f qui conserve le produit scalaire, c.-à-d. qui vérifie :
{\displaystyle \forall x,y\in E\quad \langle f(x)\mid f(y)\rangle =\langle x\mid y\rangle }.
De façon équivalente, un endomorphisme f de E est un automorphisme orthogonal si et seulement si f est bijectif et admet {\displaystyle f^{-1}} pour adjoint, autrement dit si {\displaystyle f\circ f^{*}=f^{*}\circ f=\mathrm {id} _{E}} .
Sur le corps des complexes, on l'appelle aussi automorphisme unitaire.
Les automorphismes orthogonaux de E sont les isométries vectorielles surjectives de E dans E. En dimension finie, cette surjectivité est automatique.

## Propriétés
Soit f un endomorphisme orthogonal de E.
La conservation du produit scalaire entraîne celle de la norme, c.-à-d. pour tout {\displaystyle x\in E}, {\displaystyle \|f(x)\|=\|x\|}. Réciproquement, les identités de polarisation assurent que toute isométrie vectorielle conserve le produit scalaire.
En dimension finie, l'injectivité de f implique sa bijectivité ; ainsi, toute isométrie vectorielle d'un espace euclidien (respectivement hermitien) est un automorphisme orthogonal (resp. unitaire).
En dimension finie, f est une isométrie vectorielle si et seulement si les vecteurs colonnes de sa matrice dans une base orthonormée donnée sont unitaires et orthogonaux deux à deux. Par suite, un endomorphisme d'un espace euclidien (resp. hermitien) est un automorphisme orthogonal (resp. unitaire) si et seulement si sa matrice dans une base orthonormée donnée est orthogonale (resp. unitaire).

## Valeurs propresd'une isométrie vectorielle
Si f est une isométrie vectorielle d'un espace préhilbertien alors toutes ses valeurs propres sont de module 1 (en particulier ses seules éventuelles valeurs propres réelles sont 1 et –1).

## Représentation dans une base orthonormale

### En dimension 2 ou 3
Dans un plan euclidien, il existe deux types d'automorphismes orthogonaux :
- les rotations, qui admettent une matrice représentative de la forme suivante en base orthonormale

{\displaystyle {\begin{pmatrix}\cos {\theta }&-\sin {\theta }\\\sin {\theta }&\cos {\theta }\end{pmatrix}}}.
Si l'espace est orienté, θ est l'angle de la rotation ;
- les réflexions ou symétries axiales. Dans une base orthonormale adaptée, elles sont représentées par la matrice

{\displaystyle {\begin{pmatrix}1&0\\0&-1\end{pmatrix}}}.
Dans un espace euclidien de dimension 3, on trouve les trois types suivants :
- les rotations, ayant pour matrice représentative dans une base orthonormale adaptée

{\displaystyle {\begin{pmatrix}1&0&0\\0&\cos {\theta }&-\sin {\theta }\\0&\sin {\theta }&\cos {\theta }\end{pmatrix}}} ;
- les réflexions (symétries orthogonales par rapport à un plan)

{\displaystyle {\begin{pmatrix}-1&0&0\\0&1&0\\0&0&1\end{pmatrix}}} ;
- les roto-réflexions, composées d'une rotation différente de l'identité et de la réflexion par rapport au plan normal à l'axe de cette rotation

{\displaystyle {\begin{pmatrix}-1&0&0\\0&\cos {\theta }&-\sin {\theta }\\0&\sin {\theta }&\cos {\theta }\end{pmatrix}}}.

### Cas général
Plus généralement, soit f un automorphisme orthogonal d'un espace euclidien E. Il existe une base orthonormale dans laquelle la matrice de f est diagonale par blocs avec deux sortes de blocs :
- des blocs de taille 1 contenant 1 ou –1 (correspondant aux espaces propres réels).
- des blocs de taille 2 de la forme

{\displaystyle {\begin{pmatrix}\cos \theta &-\sin \theta \\\sin \theta &\cos \theta \end{pmatrix}}}.
Dans cette décomposition, le nombre de –1 est pair si et seulement si f est un automorphisme orthogonal direct (de déterminant 1).
La preuve de ce résultat de décomposition peut se faire dans le cadre plus général des endomorphismes normaux.
Tout automorphisme unitaire d'un espace hermitien est diagonalisable dans une base orthonormée.

## Caractérisations d'un automorphisme orthogonal en dimension finie
Soient {\displaystyle E} espace euclidien (resp. hermitien) et {\displaystyle f\in L(E)}.
Les propositions suivantes sont équivalentes :
1. f est un automorphisme orthogonal (resp. unitaire) de E ;
2. {\displaystyle ff^{*}=\mathrm {id} _{E}} ;
3. {\displaystyle f^{*}f=\mathrm {id} _{E}} ;
4. f est inversible et {\displaystyle \ f^{-1}=f^{*}} ;
5. f transforme au moins une base orthonormée en une base orthonormée ;
6. f transforme toute base orthonormée en une base orthonormée.

## Note
1. 1 2  Pour une démonstration, voir par exemple  cet exercice sur Wikiversité.